# 경순왕 경천묘
경순왕 경천묘(敬順王 敬天廟)는 강원특별자치도 원주시 귀래면 주포리에 있는, 신라의 마지막 왕 경순왕의 영정을 모신 영정각이다. 
2008년 4월 23일 원주시의 향토문화유산 제2008-1호로 지정되었다.

## 개요
경순왕 경천묘는 신라의 마지막 왕 경순왕의 영정을 모신 영정각이므로 2008년 3월 발족한 원주시 향토유적 보호 위원회에 의해 원주시 향토유적 제1호로 지정된 문화재이다. 경순왕은 신라를 태조 왕건에게 넘기고, 원주 용화산으로 들어가 학 수사와 고자 암을 세웠다. 그때 한 화승이 그린 경순왕의 영정을 고자 암에 모시고 제사를 지낸 것이 영정각의 시초이며 원주시의 주도로 18세기 말부터 행방이 묘연해진 경순왕의 영정을 모사하여 다시 제작하고, 경천묘를 복원시켜 대중에게 선보이게 되었다.

## 현지 안내문
경순왕은 신라 제56대 왕으로, 대보공 김알지의 28세손이며, 이름은 부(傅)이다.
신라는 하대(제37대 선덕왕 이후)로 접어들면서 중앙귀족간의 왕위쟁탈전과 지방세력가와 하층민의 잦은 반란으로 통치력은 점차 악회되어갔다. 이런 가운데 신라에 대항하는 세력으로 견훤의 후백제와 궁예의 후고구려가 건국되어 후삼국이 성립되었고, 918년 왕건이 고려를 개국하면서 고려와 후백제간에 주도권 다툼이 전개되었다.
927년 경순왕은 왕위에 올랐으나 신라는 이미 사직을 보전할 힘이 미약한 상황이었으므로 935년(경순왕 9년) 이미 운명이 다한 신라의 형편을 신하들과 논의한 끝에 무고한 백성들과 천년사직의 문화보존을 위해 고려에 손국하기로 결단을 내렸다.
경순왕은 신라를 고려에 평화적으로 넘겨준 뒤 명산을 두루 다니다가 이곳 용화산의 빼어남을 보고 그 정상에 올라 미륵불상을 조성하고 그아래에 화수사와 고자암을 세웠다고 전해진다. 경순왕이 돌아가지자 왕을 추존하던 신하와 불자들이 고자암에 영정을 모시고 제사를 받든 것이 영정각의 시발이었다.
고려 중세에 전각은 무너지고 인적도 끊어졌다가 조선초에 목은 이색, 양촌 권근 등에 의해 전각이 중수되었다. 그후 조선 숙종 때 원주목사 김필진이 새로 화상을 그리고 다시 전각을 지어 모셨으나 화재를 당했고, 영조 때 재건되면서 영정각의 명칭을 '경천묘'로 하사하였다.
그후 경천묘는 소실되어 버렸으나, 경순왕이 머물렀던 유래에 따라 이곳의 지명이 귀래면이라 불리게 된 점과 무고한 신라인들의 생명을 보전하고 신라문화를 지켜낸 왕의 충정을 기리고자 원주시는 2006년 9월 이곳 미륵산 아래에 경천묘를 복원하였다.

## 같이 보기
- 경순왕